# Anna Rita Del Piano
Anna Rita Del Piano (pravim imenom Anna Rita Viapiano; Cassano delle Murge, 26. Jul 1966) je italijanska filmska i pozorišna glumica, pevačica i režiserka.

## Biografija
Anna Rita Del Piano je proživela rano djetinjstvo u rodnom gradu. Kad se njena porodica preselila u slikovitu Materu, Anna je počela pohađati baletnu školu. Uporedo se sve više zanimala za pozorište, glumu i muziku pa je kao gimnazijalka u Materi počela pohađati majstorske časove glume u pozorištima »Hermes« i »Teatro dei Sassi«. Glumačkom, scenskom i pevačkom umeću podučavali su je Enrico Annecchino, Emilio Andrisani, Massimo Lanzetta i Loredana Paolicelli. Svoj glumačko-plesni i muzički talenat Anna Rita je sjedinila i pokazala kao članica Pozorišne družine di Tirambo (tal. La Compagnia teatrale di Tirambo) koju je vodio Lino Cavallo. Godine 1984. završila je plesnu školu u razredu Momčila Borojevića pri Fondaciji »Niccolò Piccinni« u Bariju te istovremeno nastupala s plesnim ansamblom Dancemania u Venosi. Potom je studirala i s najboljim ocenama diplomirala na I.S.E.F.-u (tal. Istituto Superiore di Educazione Fisica) Univerziteti u Urbinu. Nakon završenih studija, položila je prijemni ispit i nastavila se muzički usavršavati na Konzervatorijumu »Egidio Romualdo Duni« u Materi.
Anna Rita je kao filmska glumica debitovala 1993. malom ulogom u filmu L’uomo delle stelle Giuseppea Tornatorea. Tri godine kasnije prvi put je nastupila i u televizijskoj mini-seriji Il quarto Re Stefana Realija, a potom su zaredjale uloge i u drugim TV serijama, na primer Ultimo, Valeria medico legale i Una donna per amico. Godine 2000. je u TV seriji Le ali della vita glumila časnu sestru Celestinu: za tu je svoju glumačku priredbu sledeće godine dobila nagradu za najbolju sporednu ulogu na talijanskom Festivalu filma i televizije (tal. Festival del Cinema e della Televisione). Usledile su potom i druge njene zapažene uloge u televizijskim produkcijama Maria Goretti (2003) i L’uomo sbagliato (2005). Kao filmska glumica posebno se istaknula ulogom socijalne radnice u filmu Le bande (2005) Lucia Giordana te ulogom Anne Capobianco u filmu Che bella giornata (2012) koji su zajedno realizovali Gennaro Nunziante i Checco Zalone.
Godine 2012. Anna Rita je u rodnom gradu Cassano delle Murge s velikim uspehom režirala mjuzikl Parigi nell'Anno del Signore. Potpredsednica je i pevačica rimskog ansambla Il Rondello. Osim maternjeg (talijanskog), tečno govori francuski i engleski jezik.

## Glumačka ostvarenja (izbor)

### Filmovi
- 1993. L’uomo delle stelle – režija: Giuseppe Tornatore
- 1998. La balia – režija: Marco Bellocchio, uloga: glavna medicinska sestra
- 1999. Senza movente – režija: Luciano Odorisio, uloga: Anna
- 2000. I terrazzi – režija: Stefano Reali, uloga: Amanda
- 2002. Il tramite – režija: Stefano Reali, uloga: Rollova majka
- 2002. Tornare indietro – režija: Renzo Badolisani, uloga: Roccova majka
- 2005. Le bande – režija: Lucio Giordano, uloga: socijalna radnica
- 2009. Amore 14 – režija: Federico Moccia, uloga: prodavačica cveća
- 2009. Focaccia Blues – režija: Nico Cirasola, uloga: blagajnica u kinu
- 2009. L’uomo Nero – režija: Sergio Rubini, uloga: udovica Pavone
- 2010. Che bella giornata – režija: Gennaro Nunziante, uloga: Checcova majka
- 2010. Il Tempo che Tiene – režija: Francesco Marino, uloga: Isabella
- 2011. Quando il sole sorgerà – režija: Andrea Manicone, uloga: Anna
- 2011. Operazione vacanze – režija: Claudio Fragasso, uloga: Vanessa
- 2011. Una vita da sogno – režija: Domenico Costanzo, uloga: Giovanna
- 2012. Cinema Italia – režija: Antonio Domenici, uloga: Anna
- 2012. Outing - Fidanzati per sbaglio – režija: Matteo Vicino, uloga: Riccardova majka

### Televizija
- 1996. Il quarto Re – režija: Stefano Reali, uloga: bolesna prostitutka
- 1997. Ama il tuo nemico – režija: Damiano Damiani, uloga: supruga mafijaškog šefa
- 1998. Ultimo – režija: Stefano Reali, uloga: Silvana, šefova supruga
- 1999. Lui e Lei – režija: Luciano Mannuzzi, uloga: doktorka hirurgije
- 2000. Le ali della vita – režija: Stefano Reali, uloga: časna sestra Celestina
- 2000. Una donna per amico – režija: Rossella Izzo, uloga: glavna medicinska sestra
- 2003. Don Matteo – režija: Giulio Base, uloga: Rossana
- 2003. La Squadra – režija: Giovanni Leacche, uloga: Filipova majka
- 2004. San Pietro – režija: Giulio Base, uloga: Flaminia
- 2005. Butta la luna – režija: Vittorio Sindoni, uloga: policijska inspektorka
- 2006. Colpi di sole – režija: Irish Braschi, uloga: Marta
- 2007. La terza verità – režija: Stefano Reali, uloga: advokatica
- 2008. Provaci ancora prof – režija: Rossella Izzo, uloga: prodavačica
- 2011. Distretto di Polizia – režija: Alberto Ferrari, uloga: agentkinja Caterina Cominelli

### Pozorište
- 1996. glazbena komedija Zapping – režija: L. Cecinelli
- 1997. Anche al Boss piace Caldo – režija: S. Ammirata
- 1997. SPQR - Se Parlasse Questa Roma – režija: F. Fiorentini
- 1998. La Corona Rubata – režija: Raffaella Panichi
- 1998. Parsifal – režija: D. Valmaggi
- 2002. Un Viaggio chiamato Amore – režija: Michele Placido
- 2003. opereta Orfeo agli Inferi – režija: L. Cavallo
- 2004. Giravoce – režija: L. Monti
- 2004. Souvenir dell’operetta – režija: L. Cavallo
- 2005. Yerma e le Altre – režija: D. Ferri i G. Mazzeo, uloga: Medea
- 2006. Ruzzantimando – režija: Nino Fausti, uloga: Gnua
- 2007. Edipo Re – režija: Pino Cormani, uloga: Giocasta
- 2008. Casa di Bernarada Alba – režija: Daniela Ferri, uloga: Ponzia
- 2008. Ruzzantimando – režija: Nino Fausti, uloga: Gnua
- 2009. Ombretenue omaggio a Billie Holiday – režija: Rosi Giordano
- 2011. Come prendere 2 piccioni con una fava – režija: L. Manna, uloga: Concetta
- 2011. Nulla è Cambiato  (Paola Aspri) – režija: Rosi Giordano, uloga: astrologinja Angela[3]

## Nagrade i priznanja
- 2001. Festival del Cinema e della Televisione: nagrada za najbolju sporednu ulogu u TV seriji Le ali della vita (za ulogu časne sestre Celestine)
- 2005. Festival del Cinema e della Televisione: nagrada za najbolju sporednu ulogu u TV seriji  L’uomo sbagliato (za ulogu Cristiane)
- 2012. nominacija u kategoriji za najbolju glumicu u filmskom projektu 48 ORE IN CORTO (engl. The 48 Hour Film Project)
- 2012. Troisi Festival (Italija):  nominacija u kategoriji za najpopularniju glumicu/najpopularnijeg glumca

## Spoljašnje veze
- screenWEEK: Anna Rita Del Piano (biografija)
- My movies.it: Annarita Del Piano (biografija i filmografija)
- IMDb: (Anna) Rita Del Piano (filmografija)
- Cassanoweb.it – Marianna Casella: »Parigi nell'Anno del Signore incanta Cassano« Архивирано на веб-сајту  (5. октобар 2016)